# Zbrodnia w Dubinkach
Zbrodnia w Dubinkach – mord na mieszkańcach litewskiej osady wojskowej, w tym kobietach i dzieciach, dokonany przez 5 Wileńską Brygadę AK. Doszło do niego 23 czerwca 1944 roku w osadzie wojskowej Dubinki, opodal miasteczka Dubinki. W wyniku zbrodni zginęło od 21 do 27 osób. 

## Przebieg
23 czerwca 1944 roku 5 Wileńska Brygada AK zaatakowała zamieszkaną przez wojskowych osadników litewskich osadę wojskową opodal miasteczka Dubinki, powstałą po parcelacji majątku Dubinki przez władze litewskie w okresie międzywojennym. Przez zaskoczenie został zdobyty bunkier broniony przez litewskich policjantów. Złamano również opór stawiany polskim partyzantom podczas wkraczania do samej wsi. Posiadając listy osób współpracujących z aparatem okupacyjnym, rozpoczęto akcję odwetową. W Dubinkach śmierć poniosło od 21 do 27 mieszkańców wsi, w tym kobiety i dzieci. Przy zwłokach pozostawiono pisma w języku polskim i litewskim informujące, że jest to odwet za zbrodnię w Glinciszkach.
Wydarzenia były odwetem za śmierć mieszkańców Glinciszek. 20 czerwca 1944 roku policjanci 3. kompanii 258. litewskiego rezerwowego batalionu Schutzmannschaft (kolaboracyjnej policji litewskiej) zamordowali w Glinciszkach 39 Polaków w tym kobiety, starców i jedenaścioro dzieci. Działania sprowokowane były też serią mordów dokonanych przez formacje litewskie na ludności cywilnej w Pawłowie, Adamowszczyźnie i Sieńkowszczyźnie.
Dubinki stały się celem ataku, gdyż w nich mieszkały rodziny niektórych litewskich policjantów odpowiedzialnych za zbrodnie w Glinciszkach. Wśród ofiar była też Polka, Anna Górska, z czteroletnim synkiem. 

## Rozbieżności w ocenach
Istnieją dwie różniące się wersje co do tego, które oddziały dokonały mordu w Dubinkach. Według pierwszej dowódca 5 Brygady Zygmunt Szendzielarz, po otrzymaniu meldunku o masakrze w Glinciszkach, samowolnie nakazał swoim żołnierzom dokonanie odwetu w Dubinkach, łamiąc tym samym rozkaz komendanta Okręgu Aleksandra Krzyżanowskiego „Wilka” z 12 kwietnia, zakazującego represji na ludności cywilnej. Jednocześnie „Wilk” nakazał mjr. Mieczysławowi Potockiemu „Węgielnemu” dokonanie bezkrwawego rajdu na przedwojenne terytorium Republiki Litewskiej (Litwę kowieńską), mającego być demonstracją siły polskich oddziałów. Według drugiej zabójstwa w Dubinkach były częścią tego rajdu, a wzięły w nim udział, prócz 5 Wileńskiej Brygady AK, także brygady „Narocz” i „Brasławska”.
Historycy spierają się co do liczby zabitych cywilów. Zdaniem Pawła Rokickiego w całej akcji odwetowej, obejmującej – obok Dubinek – Giże, Gorszwiany, Janiszki, Ołkuny, Reputany, Vymančiai, Zabelina i Zajeziorce, wynosiła ona 68 osób, z czego 75% stanowiły kobiety i dzieci. Zdaniem Patryka Kozłowskiego w Dubinkach zabito 27 osób. Według Pawła Rokickiego w osadzie wojskowej Dubinki śmierć poniosło prawdopodobnie 21 osób z sześciu gospodarstw.
Według Pawła Rokickiego wydarzenia w Glinciszkach i Dubinkach to zbrodnie wojenne. Kazimierz Krajewski i Grzegorz Wąsowski uważają tezy Pawła Rokickiego o osobistej odpowiedzialności por./mjr. Szendzielarza – „Łupaszki”  za tendencyjne i przyjęte apriorycznie. Analogiczne stanowisko zajmuje Tomasz Łabuszewski.